# Fish Rising
Fish Rising — дебютный сольный альбом британского прогрессивного гитариста Стива Хиллиджа, записанный и изданный в 1975 году.

## Характеристика
Альбом был записан накануне выхода Хиллиджа из состава группы Gong, и многие исполнители на этом альбоме представляют эту группу, среди них басист Майк Хоулетт, барабанщик Пьер Мерлен, клавишник Тим Блейк и саксофонист Дидье Мальерб.
Часть материала Хиллидж написал ещё для своей прежней группы Khan, в текстах и звучании Хиллидж также развивал идеи и мифологию Gong. Длинные композиции альбома в стиле космического и психоделического рока были блестяще аранжированы и исполнены, в звучании особенно выделялось великолепное гитарное солирование Хиллиджа.
«Если отбросить слегка нездоровое увлечение рыбой (во всяком случае, это перемена после наркотических фей Gong), остается наслаждение музыкой Кентербери, несмотря на то, что тексты битком набиты хиппистски-чокнутыми настроениями». На этой искушённой и изысканной пластинке с интересными аранжировками много сложных переходов, с которыми музыканты справляются легко и гладко. Акцент сделан на многочастные композиции, которые были неизгладимой частью прога 70-х, однако в работе нет никакой помпезности, и все музыканты вносят заметный личный вклад в совместную работу. И хотя Хиллидж солирует не так много, как ожидали поклонники его стиля, он умело использует гитарные слои для создания серии чудесных текстур и гармоний. «Несколько раз он дает волю своему замечательному гитарному плетению с фирменным эхо, превращающем ноты в подобие хвоста кометы».
В 2007 году была издана ремастеринговая версия альбома с двумя бонус-треками.

## Признание
В 1975 году альбом достиг 33-го места в британском чарте альбомов, где продержался в общей сложности 3 недели.

## Список композиций
Всю музыку написал Стив Хиллидж, тексты — Стив Хиллидж и Микетт Жироди.
Сторона 1
1. «Solar Musick Suite» — 16:55

«Sun Song (I Love its Holy Mystery)» — 6:15
«Canterbury Sunrise» — 3:25
«Hiram Afterglid Meets the Dervish» — 4:05
«Sun Song (reprise)» — 3:10
2. «Fish» — 1:23

3. «Meditation of the Snake» — 3:10
Сторона 2
4. «The Salmon Song» — 8:45

«Salmon Pool» — 1:17
«Solomon’s Atlantis Salmon» — 2:08
«Swimming with the Salmon» — 1:37
«King of the Fishes» — 3:43
5. «Aftaglid» — 14:46

«Sun Moon Surfing» — 1:36
«The Great Wave and the Boat of Hermes» — 1:51
«The Silver Ladder» — 0:40
«Astral Meadows» — 2:01
«The Lafta Yoga Song» — 2:42
«Glidding» — 2:23
«The Golden Vibe»/«Outglid» — 3:33
Бонус-треки на переиздании 2007 года

1. «Pentagrammaspin» (ремикс 2006 года) — 7:46

2. «Aftaglid» — 13:00

## Состав музыкантов
- Стив Хиллидж (указан как Steve Hillfish) — ведущий вокал, электрогитара
- Микетт Жироди (указана как Bombaloni Yoni) — бэк-вокал, клавишные, синтезаторы
- Майк Хоулетт[англ.] — бас
- Пьер Мерлен — барабаны, маримба, дарбука
- Тим Блейк (указан как Moonweed) — синтезаторы, тамбура
- Дидье Мальерб (указан как Bloomdido Glid de Breeze) — саксофон, флейта
- Линдси Купер[англ.] — фагот
- Дейв Стюарт — орган, фортепиано

## Позиции в хит-парадах
Еженедельные чарты:
| Хит-парад (1975)                 | Высшая позиция | Пребывание в чарте |
| -------------------------------- | -------------- | ------------------ |
| Великобритания (UK Albums Chart) | 33             | 3 недели           |